# Dinsdag
Dinsdag is een van de zeven dagen van de week. Het is de dag die op maandag volgt. De dag na dinsdag is woensdag.

## Naamgeving
De Romeinen hadden de gewoonte om de zeven dagen van de week naar de voornaamste hemellichamen te noemen. De hun bekende planeten (afgezien van de aarde) droegen namen van Romeinse goden. De dinsdag heette bij hen Martis dies, een verwijzing naar de planeet Mars die op zijn beurt was genoemd naar de oorlogsgod Mars. De Germanen namen die gewoonte over, maar zij gebruikten de namen van hun eigen goden als bron voor de namen van de dagen. Dinsdag is dan afgeleid van de lokale naam van de god Týr die in gelatiniseerde vorm is gevonden in inscripties aan de muur van Hadrianus als 'Thingsus'. Deze vorm van Mars verwijst via Mars Thingsus naar 'Mars van het ding', waardoor dit "Mars in de vorm van god" van het recht betekent.
Een andere theorie is dat de Nederlandse naam dinsdag genoemd is naar de 'dingen' zoals vroegere voorlopers van rechtsgedingen of rechtszaken genoemd werden. Het woord 'ding' verwijst in deze betekenis ook weer naar Týr als god van de rechtspraak.
Het zou kunnen zijn dat de naam dinsdag werd afgeleid van disdag, wat op zijn beurt terug te brengen is tot *tiwas-daga. Het komt veel voor dat t door d vervangen wordt en omgekeerd (zoals degel omgezet naar tegel of Torniacum omgezet naar Doornik). Het is mogelijk dat de vorm disdag naar dinsdag werd omgezet via disendag (onder invloed van sonnendach en manendach), of onder invloed van de n in woensdag.

## Dinsdag in andere talen
In andere Germaanse talen is de naam voor dinsdag ook vaak afgeleid van de Germaanse god van het recht Týr of Tiwaz:
- Oudnoords tysdagr van Týr (tegenwoordig tirsdag in het Bokmål en tysdag in het Nynorsk)
- In het hedendaags Zweeds tisdag genoemd naar de god Týr en het vroegzweeds Ti
- Oudengels tīwesdæg van Tīw (tegenwoordig tuesday)
- Oudhoogduits zīestag van een gereconstrueerde vorm *Ziu
- Deens tirsdag
- Fins tiistai
- Fries tiisdei
- Duits Dienstag

In het Frans, Spaans en Italiaans is de naam van de dag afgeleid van Martis dies van de Romeinen:
- Frans: mardi
- Spaans: martes
- Italiaans: Martedi

In het Middelnederlands heet de dag dinxdach of dinxendach. In het Twents worden tot op heden de vormen Deenksdag, Deenksendag en Deenkseldag gebruikt, en in het Drents wordt ook Dings(e)dag gebruikt. In het Gents spreekt men van Deistendag. Maarten Luther heeft in zijn Bijbelvertaling een variant hiervan gebruikt en in het Standaardduits populair gemaakt (Dienstag tegenover het Zuid-Duitse Ziestag).
Aan de Germaanse god Tīwaz (in de Noordse mythologie Týr), die gewoonlijk als equivalent van Mars optreedt, herinneren plaatselijke benamingen als Diessendag, Dijssendag (in het zuidwesten van het Nederlandse taalgebied).
In Beieren spreekt men van Er(ch)tag, wat gedeeltelijk uit het Oudgrieks is overgenomen (Arēos hēméra, naar de Griekse oorlogsgod Ares). De Griekse god Ares beschouwde men als het equivalent van Týr, Ziu en Mars.

## Speciale dinsdagen
Zie Speciale Dinsdagen